# مجلس المطارات الدولي
مجلس المطارات الدولي (بالإنجليزية: Airports Council International)‏ ويعرف اختصارا ب(ACI)، هو منظمة غير ربحية مقرها في جنيف بسويسرا. هدف المجلس الأساسي النهوض بالمطارات وتعزيز التميز المهني في إدارة المطارات وتشغيلها. يسعى المجلس عن طريق تعزيز التعاون بين المطارات ومنظمات الطيران العالمية وشركاء الأعمال إلى توفير أنظمة نقل جوي آمنة وعلى درجة عالية من الكفاة.
يضم المجلس 575 عضوا يديرون أكثر من 1633 مطارا في 179 دولة. وتشير إحصاءات 2009 أن أعضاء المجلس تعاملوا مع أكثر من 96% من المسافرين (والمقدر عددهم بـ4.4 مليار راكب) والحمولات (المقدرة بـ81.8 مليون طن) ورحلات الطيران (مقدرة بـ71.6 مليون رحلة).

## وصلات خارجية
- الموقع الرسمي